# Норт-Гейвен (Нью-Йорк)
Норт-Гейвен (англ. North Haven) — селище (англ. village) в США, в окрузі Саффолк штату Нью-Йорк. Населення — 1162 особи (2020).

## Географія
Норт-Гейвен розташований за координатами 41°1′23″ пн. ш. 72°18′50″ зх. д. / 41.02306° пн. ш. 72.31389° зх. д. (41.023111, -72.314021).  За даними Бюро перепису населення США в 2010 році селище мало площу 7,03 км², уся площа — суходіл.

## Демографія
Згідно з переписом 2010 року, у селищі мешкали 833 особи в 332 домогосподарствах у складі 239 родин. Густота населення становила 119 осіб/км².  Було 739 помешкань (105/км²).
Расовий склад населення:
| - 97,6 % — білих - 1,4 % — азіатів - 0,1 % — чорних або афроамериканців |

До двох чи більше рас належало 0,6 %. Частка іспаномовних становила 2,9 % від усіх жителів.
За віковим діапазоном населення розподілялося таким чином: 24,0 % — особи молодші 18 років, 52,5 % — особи у віці 18—64 років, 23,5 % — особи у віці 65 років та старші. Медіана віку мешканця становила 47,3 року. На 100 осіб жіночої статі у селищі припадало 91,5 чоловіків;  на 100 жінок у віці від 18 років та старших — 89,5 чоловіків також старших 18 років.
Середній дохід на одне домашнє господарство  становив 245 800 доларів США (медіана — 118 750), а середній дохід на одну сім'ю — 224 474 долари (медіана — 140 000). Медіана доходів становила 101 607 доларів для чоловіків та 84 375 доларів для жінок. За межею бідності перебувало 3,1 % осіб, у тому числі 0,0 % дітей у віці до 18 років та 3,7 % осіб у віці 65 років та старших.
Цивільне працевлаштоване населення становило 413 осіб. Основні галузі зайнятості: будівництво — 21,5 %, освіта, охорона здоров'я та соціальна допомога — 21,3 %, фінанси, страхування та нерухомість — 16,5 %, науковці, спеціалісти, менеджери — 15,5 %.